# Ornipholidotos chyuluensis
Ornipholidotos chyuluensis är en fjärilsart som beskrevs av Van Someren 1939. Ornipholidotos chyuluensis ingår i släktet Ornipholidotos och familjen juvelvingar. Inga underarter finns listade i Catalogue of Life.